# Styly výchovy
Pod pojmem styl výchovy si představujeme určitou koncepci celkového způsobu výchovy. Na styl výchovy mají vliv nejen obecné zásady a metody vyučování či výchovy, ale také osobnost učitele či toho, kdo vychovává, jeho vlastnosti, znalosti a zkušenosti.

## Jednotlivé styly
Psycholog Kurt Lewin a další autoři rozlišují následující (ale i jiné) styly výchovy:

### Autokratickýstyl
Též dominantní či autoritářský – pro tento výchovný (či vyučovací) styl jsou typické především vyžadováním úcty k autoritě, příkazy a tresty, učitel má zpravidla malé pochopení pro děti, jejich potřeby a přání a také pro jejich individuální odlišnosti. Děti tak mají malý prostor pro samostatné rozhodování a jednání. Tento styl vychovává submisivní, závislé a málo iniciativní osobnosti, někdy také osoby agresivní k autoritám. Podobný je i styl, který prosazovali puritáni (John Locke).

### Liberálnístyl
Též označován francouzskou frází laissez faire. Původně je spojen s velkými požadavky na dítě, ale ve výchově šlo již o vychování svobodného člověka a ne o slepé následování autorit (Jean-Jacques Rousseau). Moderní verze se dá také popsat jako slabé vedení. Děti vedené v tomto stylu jsou řízeny jen velmi málo nebo vůbec, nejsou na ně kladeny téměř žádné požadavky (Benjamin Spock) a pokud přece jen ano, není kontrolováno jejich splnění (Tom Hodgkinson). Důsledkem takového výchovného stylu může být to, že děti vykazují velmi nízký výkon, jejich pozornost bývá roztříštěna a povaha nemá příležitost se rozvíjet. Ve skupině převládá nejistota a chaos vedoucí k velkým časovým ztrátám a malé efektivitě společné práce.

### Demokratickýstyl
Též nazývaný jako autoritativní (autorita jako vzor), integrační, sociálně-integrační nebo kooperativní. Demokratický výchovný styl bývá často označen jako nejvhodnější. Představuje určitou kombinaci výše popsaných stylů, které jsou spíše jednosměrně zaměřeny (pozornost se vyžaduje k vychovateli či zase jen k dítěti). Učitel či vychovatel zde méně přikazuje než u stylu autokratického, děti spíše podněcuje k samostatné činnosti a podporuje jejich iniciativu. Ve skupinách se často diskutuje, učitel má tedy větší přehled o přáních a potřebách dětí a o jejich individualitě a má tak pro ně větší pochopení. Učitel na děti působí spíše vlastním příkladem než spoustou příkazů. Jako nejlepší bývá tento styl volen proto, že vytváří příznivou citovou atmosféru a důvěru mezi lidmi a také učí spolupráci mezi lidmi. Tento styl nejvíce pomáhá rozvíjet sociálně zralou osobnost. Extrémy ve výchově nejsou vhodné.

### Jiné dělení
| Čtyři styly | Čtyři styly               | Čtyři styly |
|             | s nároky                  | bez nároků  |
| ----------- | ------------------------- | ----------- |
| citlivý     | Demokratický/propagační   | Shovívavý   |
| necitlivý   | Autokratický/totalitářský | Nedbalý     |